# Le Calvaire (pel·lícula de 1914)
Le Calvaire és una pel·lícula muda francesa escrita i dirigida per Louis Feuillade i estrenada el 19 de juny de 1914, produïda per Gaumont i amb decorats de Robert-Jules Garnier. Fou la sisena pel·lícula del director protagonitzada per Musidora.

## Repartiment
- René Navarre : De Moranges
- Renée Carl : Mme De Moranges
- Fernand Herrmann : Hubert Frondier
- Musidora : la dansaire Bianca Flor, esposa de Frondier
- Camille Bert : Verrière
- Marthe Vinot

## Galeria

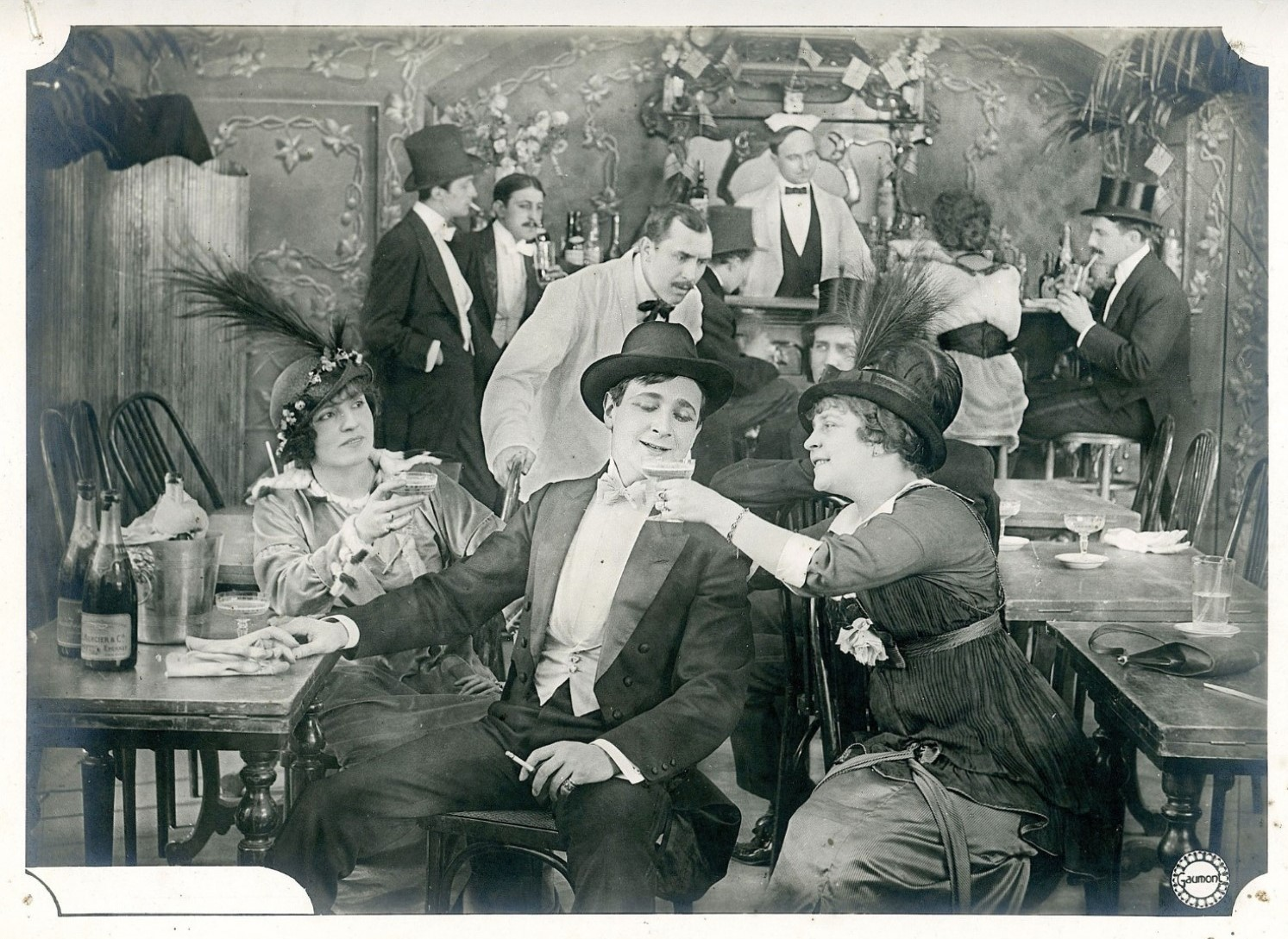
Hubert Frondier.
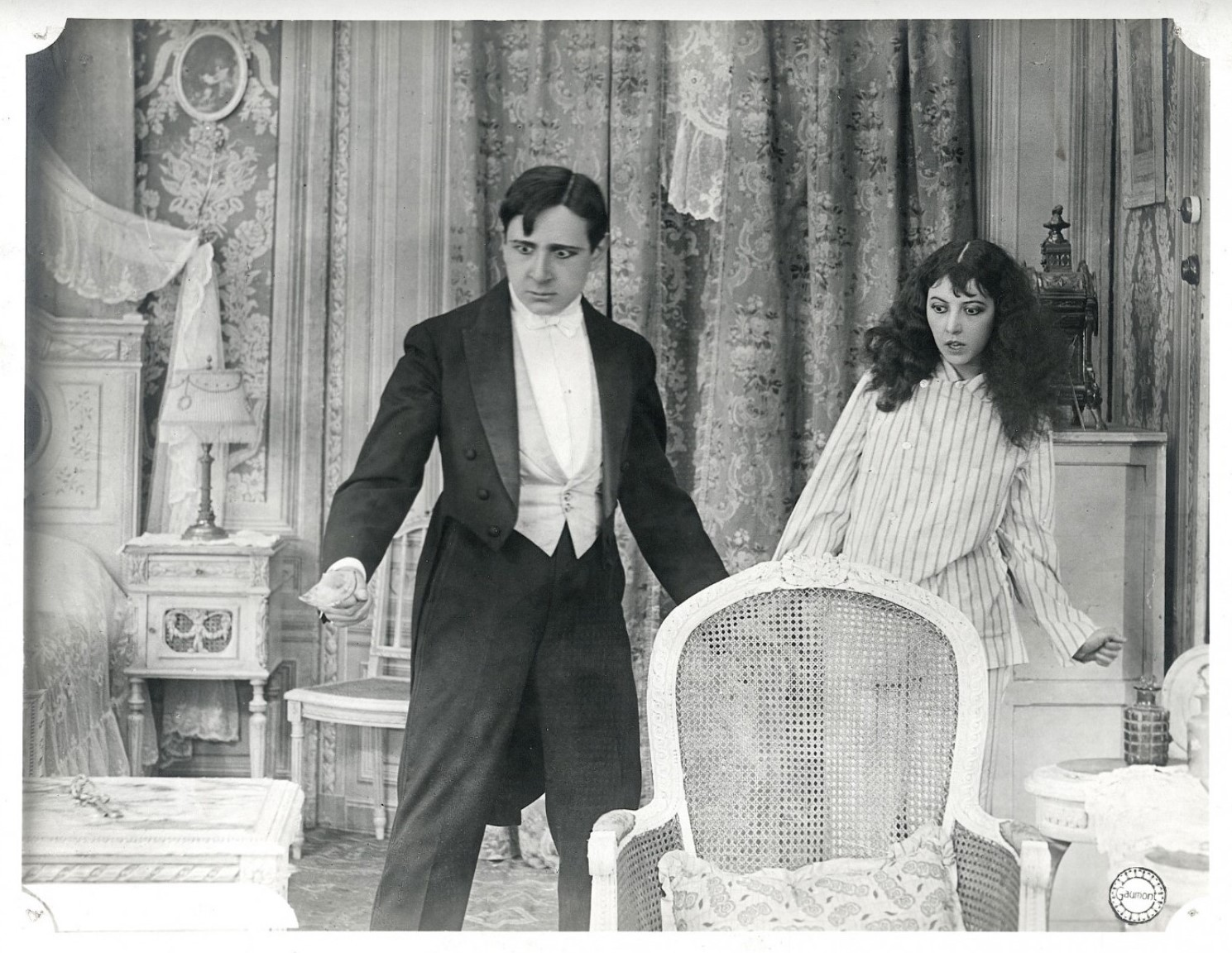
Frondier i Bianca Flor.
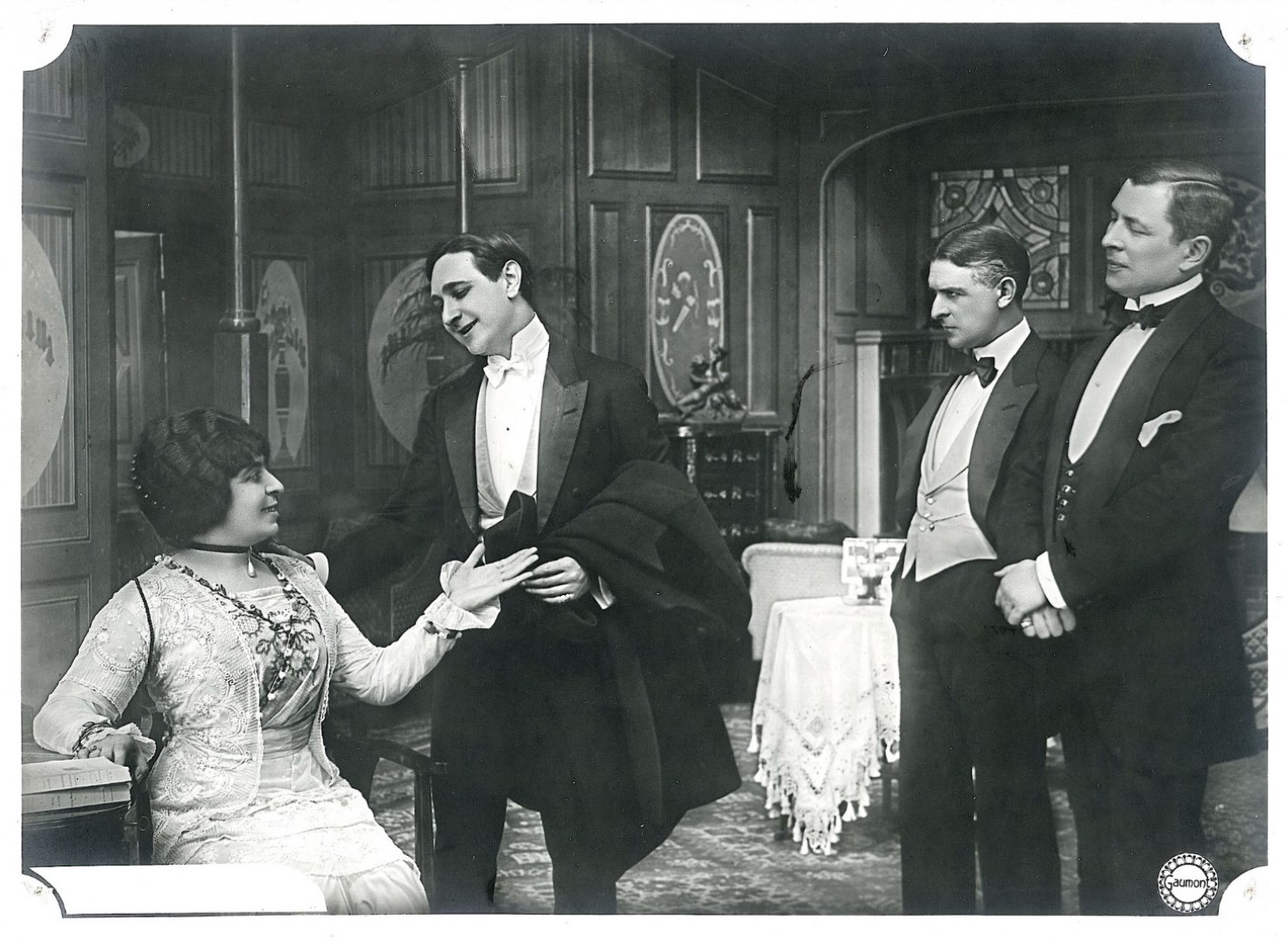
Mme De Moranges, Frondier, De Moranges i Verrière.
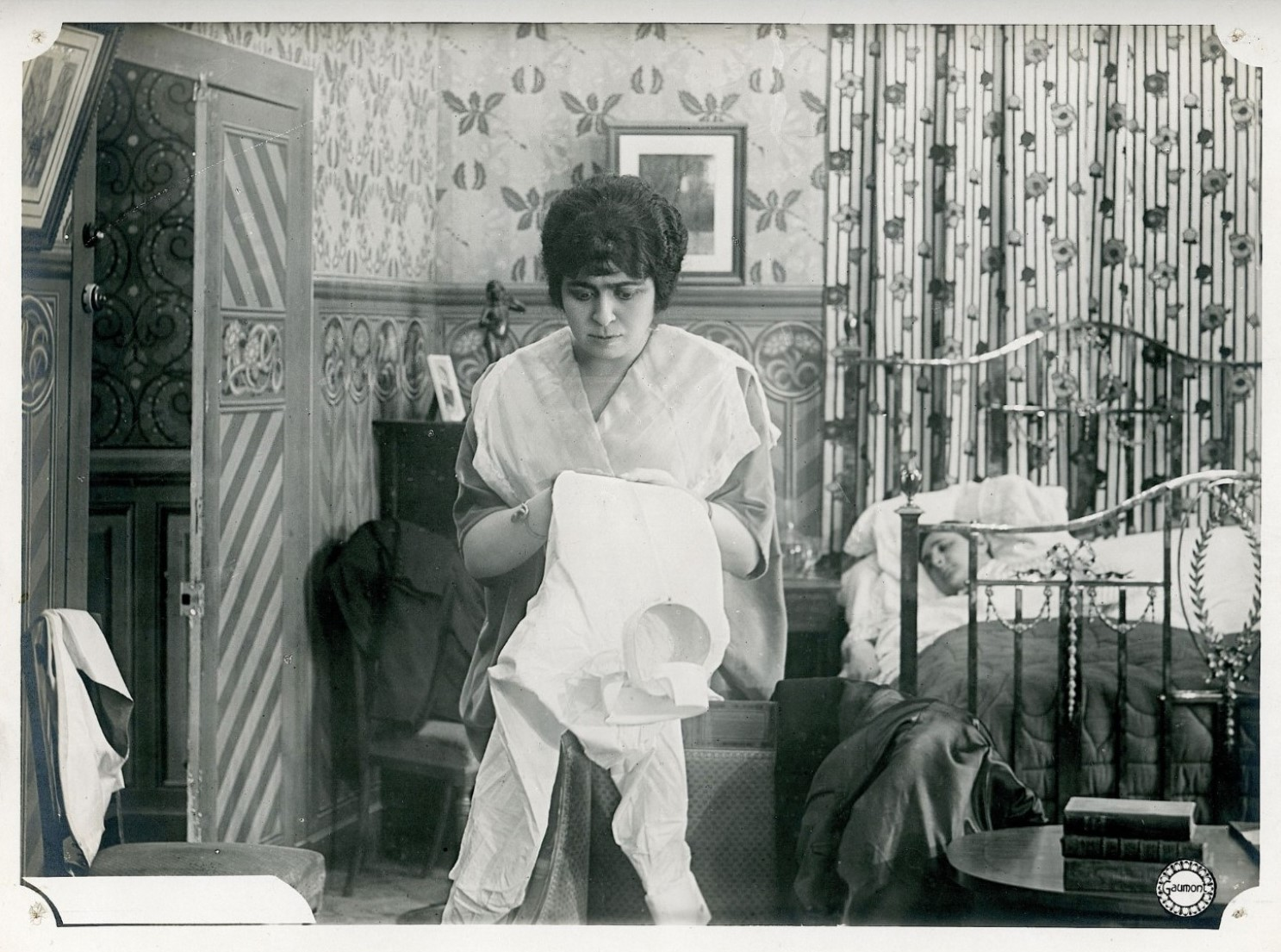
Mme De Moranges.